# Kamutef
Kamutef (auch Ka-mutef) ist ein Gott aus der ägyptischen Mythologie und wird erstmals in der 18. Dynastie erwähnt. Er fungierte als Weltschöpfer, der sich beziehungsweise seinen Vater durch die Begattung seiner Mutter Isis bzw. Amaunet oder die Hathor von Dendera zeugte. Damit verkörpert Kamutef das Mysterium der Selbstentstehung sowie der göttlichen Erneuerung.
Kamutef steht auch als Epitheton für Amun-Re sowie Min-Amun. Er übernimmt damit die Funktion als Schöpfer- und Vegetationsgott, der das Wachstum und die Geburt bewirkt. Ergänzend kennzeichnet das solare Wesen des Kamutef seine Verbindung zum Sonnengott Re und symbolisiert die im Nutbuch beschriebene zyklische Wiedergeburt.
In wenigen Fällen steht Kamutef alleine. Seine Darstellung – blaue Haut, Federkopfschmuck und Zepter – stimmt mit der des Amun überein.